# Wright Flyer II
O Wright Flyer II (ou simplesmente Flyer II) foi o segundo aeroplano motorizado,  projetada e construída pelos Irmãos Wright. Eles voaram com ele supostamente em 1904, realizando um total de 105 voos, chegando a realizar voos com duração de cinco minutos.

## Projeto e desenvolvimento
Em linhas gerais, o desenho do Flyer II era bem similar com o suposto original de 1903, mas com um motor um pouco mais potente e uma construção mais reforçada, usando pinho no lugar de picea usada no modelo anterior. 
Sem usar nenhum componente do Flyer I, os irmãos Wright construírem um biplano ligeiramente mais pesado que o primeiro, com 354 kg. Eles reforçaram as lâminas de pouso adicionando de 32 a 41 kg de barras de ferro para deslocar o centro de gravidade mais para a frente. 

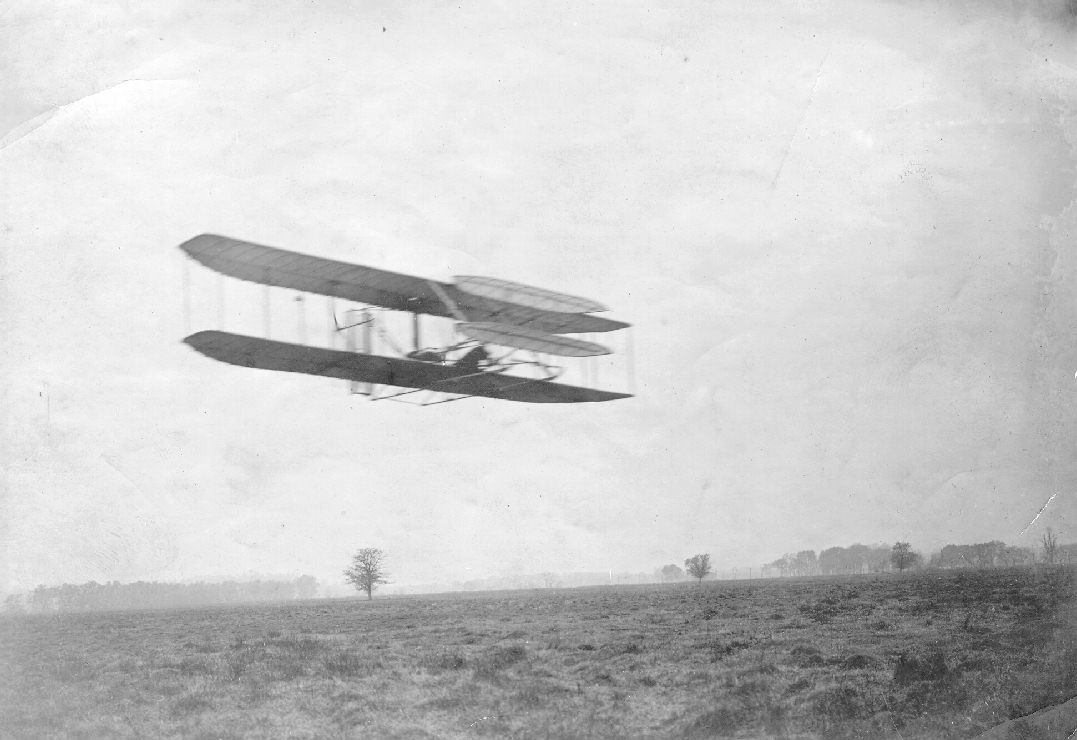
Wilbur no Flyer II num voo circular
em Huffman Prairie, Novembro de 1904.

Outra mudança importante, foi alterar o arqueamento das asas de 1-em-20 para 1-em-25 (esse foi o único modelo no qual eles usaram essa medida de arqueamento). Eles acreditavam que um menor arqueamento reduziria o arrasto, no entanto, o que eles conseguiram, foi uma menor sustentação. Mas em todos os outros aspectos aeronáuticos, o segundo Flyer era idêntico ao primeiro.
Os irmãos Wright sabiam que eles não haviam testado o desenho do Flyer I o suficiente para fazer grandes mudanças. Mas o Flyer II também era uma plataforma de testes e assim sendo, não deveria permanecer sendo uma cópia do anterior por muito tempo. Eles adicionaram extensões às lâminas de pouso para manter as asas e as hélices mais distantes do solo.
Eles também  reposicionaram o motor, de início mais para trás depois mais para a frente. Eles moveram o radiador para trás, depois adicionaram um segundo radiador na frente para aumentar a refrigeração do motor. Mudaram a forma do leme vertical, aumentaram a capacidade do tanque de gasolina, aumentaram as hélices a alteraram o seu formato.

## Histórico operacional
Os testes do Flyer II ocorreram entre 23 de Maio e 1 de Dezembro de 1904, quando os irmãos Wright efetuaram, ou fizeram tentativas de efetuar, 105 voos.
Os testes desse novo modelo foram executados em Huffman Prairie, numa pastagem a cerca de 16 km a Nordeste de Dayton, Ohio que hoje em dia é parte do Dayton Aviation Heritage National Historical Park e também parte da Wright-Patterson Air Force Base. O dono das terras na época, o banqueiro Torrance Huffman, permitiu que eles usassem a área gratuitamente. Sua única condição era de que eles recolhessem o gado para um local seguro antes dos testes. 
Os Wright começaram a erguer um galpão para armazenar a aeronave em Abril e no final de Maio estavam prontos para tentar. Um anúncio foi divulgado para a imprensa de que os testes iriam ter início em 23 de Maio. Um grupo de cerca de quarenta pessoas composto de familiares, amigos e uma dúzia de repórteres compareceu naquela segunda feira, mas a chuva manteve a aeronave no abrigo durante toda a manhã, e quando a chuva passou, o vento também se foi. Havia poucas chances de conseguir uma decolagem com os 30 m de trilhos de lançamento sem vento frontal.  Apesar disso, os Wright resolveram tentar um voo curto para satisfazer a imprensa, mas o motor não conseguiu desenvolver toda a sua potência e a aeronave chegou ao fim dos trilhos sem decolar.
Consertos no motor e condições climáticas adversas adiaram novas tentativas até a tarde de quinta feira, quando apesar de problemas na ignição, eles conseguiram uma decolagem e um voo de cerca de 7,6 m foi efetuado, terminando num pouso brusco que danificou a aeronave. A imprensa expressou opiniões diferentes. O Chicago Tribune noticiou: "Teste de máquina voadora é considerado um sucesso", enquanto a manchete do New York Times foi: "Queda de aeronave em escombros".

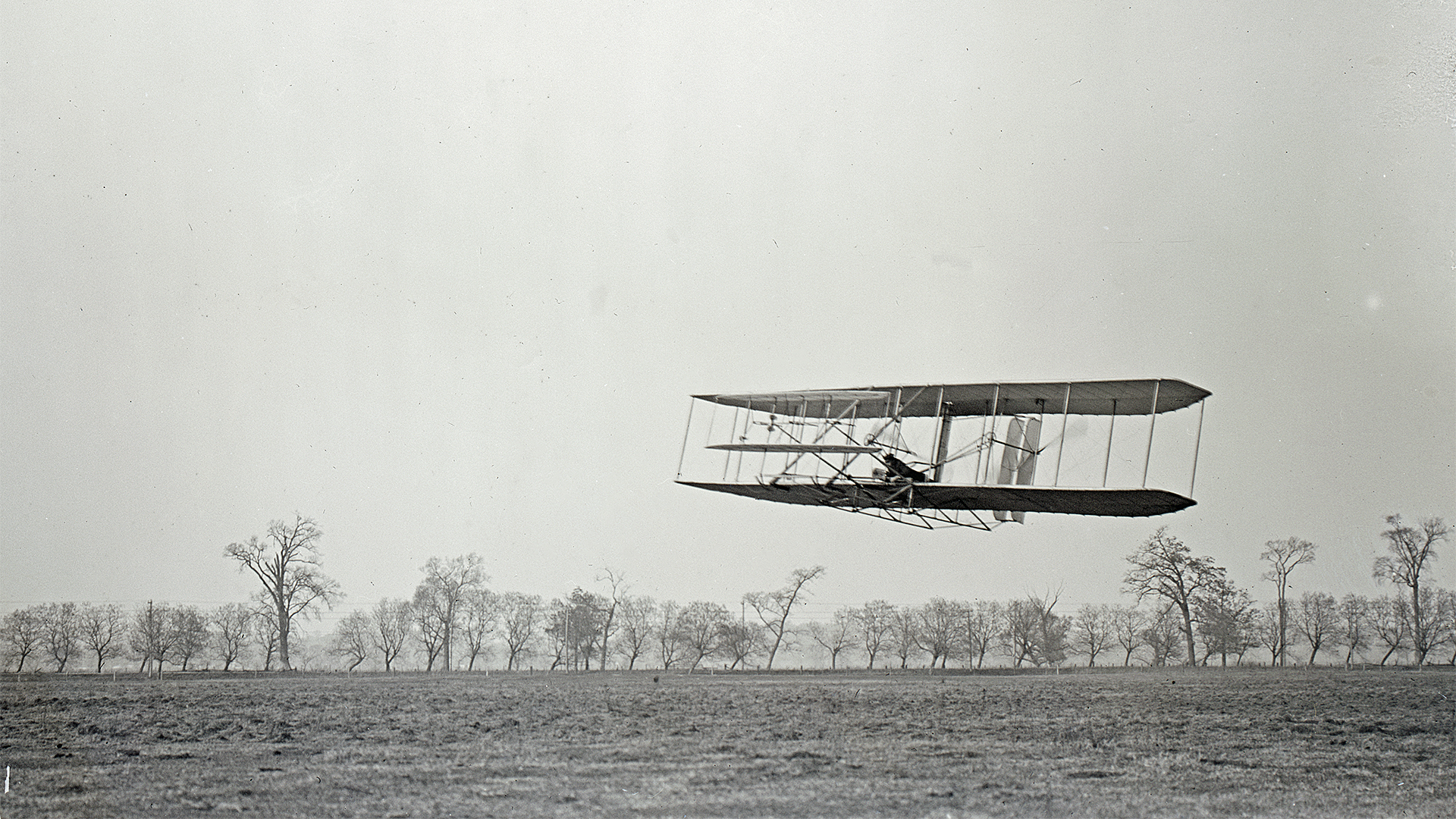
Voo #85: Orville no comando, cobrindo a distância de aproximadamente 536 m
durante 40 segundos; em Huffman Prairie, Dayton, Ohio.

Os consertos demoraram duas semanas, mas a próxima tentativa, também terminou em colisão, requerendo mais duas semanas de consertos. Em 21 de Junho, três voos sem nenhum dano foram conseguidos, mas quatro dias depois, a aeronave colidiu novamente. Esses acidentes, foram causados pela instabilidade de arfagem (eixo transversal). Suspeitando que isso se devia ao centro de gravidade estar muito à frente, eles moveram a posição do motor e do piloto para trás, mas isso fez o problema piorar. A aeronave passou a ondular a não ser que o profundor frontal fosse acionado, mas isso provocava um maior arrasto, e assim, eles adicionaram 32 kg de barras de ferro como lastro sob os profundores, que também foram aumentados. Modificado dessa forma, 24 voos foram efetuados em Agosto, incluindo dois em 22 de Agosto percorrendo cerca de 400 metros, a maior distância que eles podiam voar sem fazer uma curva.    
Como o vento era menos constante que em Kitty Hawk e também porque reposicionar os trilhos de lançamento de acordo com a posição do vento era muito trabalhoso, em Setembro, eles começaram a usar uma catapulta para acelerar a aeronave à velocidade necessária para a decolagem. Ela usava um peso suspenso numa estrutura de quase 5 m de altura com um bloco de polias para multiplicar a distância na qual a aeronave era puxada. Usando esse dispositivo, Wilbur fez sua primeira curva no ar em 15 de Setembro, e em 20 de Setembro, ele conseguiu voar num círculo completo, percorrendo 1.240 metros em 1 minuto e 16 segundos. Este voo foi testemunhado por Amos Root, que publicou um relato do voo na edição de 1 de Janeiro de 1905 da Gleanings in Bee Culture, uma revista que ele publicava. 
Em 14 de Outubro, Orville fez seu primeiro voo circular, e no dia seguinte, Octave Chanute chegou para verificar o progresso dos irmãos Wright. Infelizmente, na tentativa de Orville, de um novo voo circular, ele não conseguiu se manter nivelado e foi forçado a pousar a aeronave em alta velocidade depois de apenas 30 segundos no ar, causando danos nas lâminas de aterrissagem e nas hélices. Uma série de voos que causaram danos à aeronave se seguiram, mas a maré de azar acabou em 9 de Novembro, quando Wilbur voou quatro circuitos dentro da área de Huffman Prairie, permanecendo no ar por cinco minutos percorrendo  4,8 km, só pousando porque o motor começou a super aquecer. Em 1 de Dezembro Orville fez um voo similar, e em 9 de Dezembro eles recolheram o material e encerraram as atividades daquele ano.
Os Wright desmontaram a estrutura do Flyer II durante o inverno de 1904–05. Eles armazenaram a corrente das hélices, suas fixações, e o motor. O tecido de cobertura já desgastado, as armações das asas, longarinas e outras partes de madeira foram queimadas, segundo as memórias de Orville, no início de 1905. As partes salvas das hélices e o motor foram usadas no novo Wright Flyer III.

## Especificação
- Características gerais:
  - Tripulação: um
  - Comprimento: 6,43 m
  - Envergadura: 12,29 m
  - Altura: 2,74 m
  - Área da asa: 47,38 m²
  - Peso na decolagem: 419,57 kg

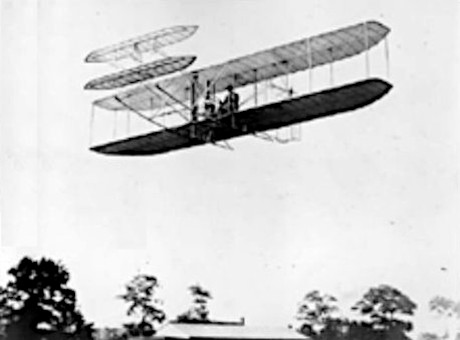
O Flyer II em voo circular.

  - Motor: 1 x Wright Horizontal 4 de 4 cilindros em linha refrigerado à água, 15 hp
  - Hélice: 2 x Wright elíptica, cada uma esculpida para girar num sentido

- Performance:
  - Velocidade máxima: 56 km/h
  - Teto de serviço: 6 m
  - Autonomia: 8 km